# El Ultimátum: Decir sí o decir adiós
The Ultimatum: Decir sí o decir adiós es una serie de telerrealidad de citas creada por Chris Coelen y producida por Kinetic Content. Se estrenó por medio del servicio de streaming Netflix el 6 de abril de 2022. El programa es presentado por Nick y Vanessa Lachey .
La serie tiene al momento tres temporadas en emisión. Hay dos versiones internacionales llamadas El Ultimátum: Decir sí o decir adiós - Francia y El Ultimátum: Decir sí o decir adiós - Sudáfrica. También hay una serie derivada, The Ultimatum: Amor Queer, la cual se estrenó en 2023.

## Formato
El Ultimátum es un autoproclamado experimento social  que pretende ver cuántas parejas se comprometerán y casarán cuando se les presenten ultimátums. El programa presenta parejas estables de las cuales se puede decir que están al borde del matrimonio. Cada pareja tiene ocho semanas para decidir si quieren casarse o separarse para siempre. El experimento consiste en que las parejas se separarán más tarde y elegirán nuevos compañeros del resto del grupo, para luego mudarse con ellos durante tres semanas en lo que es conocido como 'un matrimonio de prueba'. Luego se mudan con sus parejas originales durante tres semanas para un segundo 'matrimonio de prueba' y tener clara su decisión.

## Concursantes
| Dio un ultimátum | Edad | Pareja           | Edad |
| ---------------- | ---- | ---------------- | ---- |
| April Marie      | 23   | Jake Cunningham  | 26   |
| Colby Kissinger  | 25   | Madlyn Ballatori | 24   |
| Rae Williams     | 24   | Zay Wilson       | 25   |
| Shanique Imari   | 24   | Randall Griffen  | 26   |
| Alexis Maloney   | 25   | Hunter Parr      | 28   |
| Nate Ruggles     | 30   | Lauren Pounds    | 29   |

| Dio un ultimátum | Edad | Pareja         | Edad |
| ---------------- | ---- | -------------- | ---- |
| Antonio Mattei   | 30   | Roxanne Kaiser | 31   |
| Lisa Horne       | 32   | Brian Okoye    | 29   |
| Ryan McCracken   | 24   | James Morris   | 24   |
| Trey Brunson     | 29   | Riah Nyree     | 25   |
| Kat Shelton      | 28   | Alex Chapman   | 32   |

| Dio un ultimátum | Edad | Pareja             | Edad |
| ---------------- | ---- | ------------------ | ---- |
| Mariah Zernikya  | 24   | Caleb Lefterys     | 29   |
| Zaina Sesay      | 32   | J.R.Warren         | 33   |
| Nick Tramontín   | 38   | Sandy Gallagher    | 27   |
| Scotty Lewis     | 30   | Aria De'Westbrooks | 25   |
| Vanessa Hattaway | 30   | David Addams       | 34   |
| Chanel Watkins   | 27   | Mica Hardeman      | 28   |

## Resumen de la temporada

### Temporada 1 (2022)
| Concursantes     | Resultado       |
| ---------------- | --------------- |
| Jake y Rae       | En una relación |
| Colby y April    | Separados       |
| Zay y Shanique   | Separados       |
| Randall y Madlyn | Separados       |

| Pareja original    | Resultado     | Estado        |
| ------------------ | ------------- | ------------- |
| April y Jake       | Separados     | Separados     |
| Colby y Madlyn     | Casados       | Casados       |
| Rae y Zay          | Separados     | Separados     |
| Shanique y Randall | Comprometidos | Comprometidos |
| Alexis y Hunter    | Comprometidos | Casados       |
| Nate y Lauren      | Comprometidos | Casados       |

### Temporada 2 (2023)
| Concursantes   | Resultado |
| -------------- | --------- |
| Antonio y Kat  | Separados |
| James y Riah   | Separados |
| Trey y Ryann   | Separados |
| Alex y Roxanne | Separados |

| Pareja original   | Resultado       | Estado        |
| ----------------- | --------------- | ------------- |
| Antonio y Roxanne | Comprometidos   | Casados       |
| Lisa y Brian      | En una relación | Comprometidos |
| Ryann y James     | Comprometidos   | Casados       |
| Trey y Riah       | Comprometidos   | Comprometidos |
| Kat y Alex        | Comprometidos   | Casados       |

### Temporada 3 (2024)
| Concursantes   | Resultado |
| -------------- | --------- |
| Mariah y Micah | Separados |
| Chanel y Dave  | Separados |
| Vanessa y Nick | Separados |
| Sandy y JR     | Separados |
| Zaina y Scotty | Separados |
| Aria y Caleb   | Separados |

| Pareja original | Resultado       | Estado          |
| --------------- | --------------- | --------------- |
| Mariah y Caleb  | Comprometidos   | Comprometidos   |
| Zaina y JR      | Separados       | Separados       |
| Sandy y Nick    | Separados       | Separados       |
| Aria y Scotty   | Comprometidos   | Separados       |
| Vanessa y Dave  | En una relación | Comprometidos   |
| Chanel y Micah  | En una relación | En una relación |

## Episodios

### Temporada 1 (2022)
| No. de Capítulo | Título                              | Fecha de Lanzamiento |
| --------------- | ----------------------------------- | -------------------- |
| 1               | La separación                       | 6 de abril de 2022   |
| 2               | La elección                         | 6 de abril de 2022   |
| 3               | Nueva cama, nueva pareja            | 6 de abril de 2022   |
| 4               | Salida de chicas y salida de chicos | 6 de abril de 2022   |
| 5               | Más allá de los límites             | 6 de abril de 2022   |
| 6               | El cambio                           | 6 de abril de 2022   |
| 7               | Volver a la realidad                | 6 de abril de 2022   |
| 8               | Hora de responder el ultimátum      | 6 de abril de 2022   |
| 9               | Día del ultimátum                   | 13 de abril de 2022  |
| Especial        |                                     |                      |
| 10              | La reunión                          | 13 de abril de 2022  |

### Temporada 2 (2023)
| No. de Capítulo | Título                         | Fecha de Lanzamiento |
| --------------- | ------------------------------ | -------------------- |
| 1               | La separación                  | 23 de agosto de 2023 |
| 2               | Revelaciones inesperadas       | 23 de agosto de 2023 |
| 3               | La elección                    | 23 de agosto de 2023 |
| 4               | Sentimientos que surgen        | 23 de agosto de 2023 |
| 5               | ¿Eres la persona indicada?     | 23 de agosto de 2023 |
| 6               | El cambio                      | 23 de agosto de 2023 |
| 7               | Cambio de parecer              | 23 de agosto de 2023 |
| 8               | Hora de responder el ultimátum | 23 de agosto de 2023 |
| 9               | Día del ultimátum              | 30 de agosto de 2023 |
| Especial        |                                |                      |
| 10              | La reunión                     | 30 de agosto de 2023 |

### Temporada 3 (2024)
| No. de Capítulo | Título                          | Fecha de Lanzamiento    |
| --------------- | ------------------------------- | ----------------------- |
| 1               | La separación                   | 4 de diciembre de 2024  |
| 2               | La elección                     | 4 de diciembre de 2024  |
| 3               | Sellado por un beso             | 4 de diciembre de 2024  |
| 4               | Abandonados                     | 4 de diciembre de 2024  |
| 5               | ¿Solo por un permitido?         | 4 de diciembre de 2024  |
| 6               | La fortuna prefiere al valiente | 11 de diciembre de 2024 |
| 7               | El cambio                       | 11 de diciembre de 2024 |
| 8               | Estás jugando con fuego         | 11 de diciembre de 2024 |
| 9               | Día del ultimátum               | 18 de diciembre de 2024 |
| Especial        |                                 |                         |
| 10              | La reunión                      | 18 de diciembre de 2024 |

## Producción

### Filmación
La primera temporada de la serie se filmó en varios lugares de Austin, Texas. Durante la primera semana que los concursantes pasaron juntos fueron filmados en el Marriott Downtown Hotel de la ciudad, mientras que el resto de la serie se filmó en el Aloft Austin Downtown Hotel. 
El rodaje comenzó en mayo de 2021 y duró ocho semanas, y la reunión se filmó más tarde. 
La segunda temporada de la serie se filmó en Charlotte, Carolina del Norte, desde septiembre de 2022 hasta noviembre de 2022. 
La tercera temporada se filmó en el centro de Phoenix, Arizona . 

### Lanzamiento
Se lanzó un tráiler en el episodio de reunión de la segunda temporada de Love Is Blind el 4 de marzo de 2022. Fue anunciado como "el próximo gran experimento social" con el mismo creador de Love Is Blind. 
La primera temporada tiene de ocho episodios y se lanzó en Netflix el 6 de abril de 2022, y luego se lanzó el episodio final junto con un especial de reunión el 13 de abril, una semana después del estreno de la temporada.
La segunda temporada tiene de ocho episodios y se lanzó en Netflix el 23 de agosto de 2023, y luego lanzó el episodio final junto con un especial de reunión el 30 de agosto, una semana después del estreno de la temporada. 

## Recepción

### Audiencia
La primera temporada de la serie alcanzó el número uno en Netflix en programas de televisión en los Estados Unidos el 10 de abril de 2022. 
La primera temporada de El Ultimátum pasó cuatro semanas en el Top Ten mundial de Netflix, con 43.710.000 horas vistas durante su primera semana de estreno,  58.470.000 durante la segunda semana, 29.010.000 durante la tercera semana,  y 13.140.000 durante la cuarta semana. 

### Respuesta crítica
Daniel D'Addario de Variety escribió: "Love is Blind y The Ultimatum son los nuevos abanderados de la telerrealidad romántica". D'Addario afirma que The Ultimatum "invierte la fórmula de Love is Blind con gran éxito... la serie de Chris Coelen ocupa un lugar más inestable, uno que utiliza las herramientas de la realidad (grandes ideas organizadoras, personas en sintonía con lo dramático) para crear puestas en escena que se parecen a nuestro mundo". 
Jenny Singer de Glamour escribe: "El ultimátum en Netflix es incluso mejor que El amor es ciego. Sí, de verdad". Singer continúa: "El ultimátum parece un intento real de asociación: amor, sexo, intimidad, amistad, cuidado de los perros del otro. El final es una locura, al igual que el principio y el medio. Eso lo hace, curiosamente, realista". 
Alexandra Whittington de Collider dice : "The Ultimatum: Marry Or Move On es la serie de telerrealidad más alocada de Netflix hasta el momento... Si te gustan los programas de citas de telerrealidad, entonces te encantará The Ultimatum: Marry Or Move On ". 
Grant Rindner de GQ afirmó que "la recepción crítica ha sido mixta".  Sarah Manavis de New Statesman fue muy crítica con el programa, escribiendo: "La atrocidad de los programas sobre matrimonios se muestra plenamente aquí... La premisa es de mala calidad y poco clara, especialmente en comparación con otros programas de citas".  Sophia June de Nylon escribió que nadie de la serie debería casarse basándose en la premisa y "las técnicas de manipulación".  Morgan Smith de Highsnobiety lo llamó "el reality show de citas más desordenado que odiamos amar" y afirmó que le encantó. 

## Series derivadas y juego móvil
La primera versión internacional de la serie se estrenó en Netflix el 30 de diciembre de 2022 titulado El ultimátum: Decir sí o decir adiós - Francia .  Una segunda versión internacional, ambientada en Sudáfrica, se lanzó en Netflix el 10 de mayo de 2024. 
Antes del estreno de la primera temporada, Netflix anunció un spin-off del programa que contaría con un elenco totalmente queer titulado The Ultimatum: Amor Queer.  La serie spin-off se estrenó en May 24, 2023 ( 2023-05-24 ) y contó con Joanna Garcia Swisher como presentadora.  
Por otro lado, se creó un juego móvil sobre el programa el cual está disponible en las tiendas de aplicaciones para aquellas personas que tengan una subscripción activa de Netflix, donde el jugador puede tomar las decisiones y tener la experiencia total del Ultimátum. Se encuentra divido en capítulos y cada capítulo tiene 3 escenas, cada decisión afecta las relaciones y el desarrollo de la historia. El jugador también puede personalizar su personaje y obtener diversas recompensas desbloqueando escenas especiales, entre ellas: la posibilidad de 'dar el ultimátum'.